# Nascia
Nascia is een geslacht van vlinders uit de familie van de grasmotten (Crambidae). De wetenschappelijke naam van het geslacht is voor het eerst geldig gepubliceerd in 1835 door John Curtis.
De typesoort van het geslacht is Pyralis cilialis Hübner, 1796.

## Soorten
- Nascia acutella
- Nascia cilialis (Hübner, 1796) - Moerasduiveltje